# Розпусниці
«Розпусниці» («Absolument fabuleux») — французька кінокомедія 2001 року, знята режисером Габріелем Агіоном.

## Сюжет
Адаптація англійського комедійного серіалу для Франції. Центральні героїні — дві екстравагантні дами, які в молодості підривали громадську думку своїми витівками, а нині їхні діти дивляться на них із подивом, навіть їм доводиться червоніти за деякі вчинки своїх мам.

## У ролях
- Жозіан Баласко: Едіт «Едді» Муссон
- Наталі Бай: Патрісія «Петсі» Ларош
- Марі Жільєн: Сафран Водуа
- Венсан Ельбаз: Джонатан
- Клод Жансак: Мамі Муссон
- Ів Реньє: Ален Водуа
- Шанталь Гойя: роль другого плану
- Саїд Тагмауї: Ману
- Армель: Серіз
- Стефан Берн: роль другого плану
- Томер Сіслей: Кевін
- Крістоф Робен: роль другого плану
- Жан-Поль Готьє: роль другого плану
- Катрін Денев: роль другого плану
- Дженніфер Сондерс: роль другого плану
- Бріджит Фонтейн: роль другого плану
- Арно Лемар: роль другого плану
- Клер Шазаль: роль другого плану
- Марі-Крістін Бендавід: роль другого плану

## Знімальна група
- Режисер — Габріель Агіон
- Сценаристи — Дженніфер Сондерс, Доун Френч, Габріель Агіон, Франсуа-Олів'є Руссо, П'єр Палмаде, Ремі Вотерхаус
- Оператор — Франсуа Катонне
- Продюсер — Паскаль Хоюзелот